# تشاك أونيل
تشاك أونيل (بالإنجليزية: Chuck O'Neil)‏ هو مصارع محترف أمريكي، ولد في 22 سبتمبر 1985 في فالموث في الولايات المتحدة.

## وصلات خارجية
- تشاك أونيل على موقع يو إف سي (الإنجليزية)
- تشاك أونيل على موقع شيردوغ (الإنجليزية)
- تشاك أونيل على موقع CageMatch worker (الإنجليزية)
- تشاك أونيل على موقع IMDb (الإنجليزية)